# Список об'єктів Світової спадщини ЮНЕСКО в Папуа Новій Гвінеї
У списку об'єктів Світової спадщин ЮНЕСКО в Папуа Нової Гвінеї станом на 2015 рік налічується 1 об'єкт культурного типу.

## Список
| № | Зображення | Назва                                  | Розташування      | Час створення                 | Рік внесення до списку | №                                                  | Критерії |
| - | ---------- | -------------------------------------- | ----------------- | ----------------------------- | ---------------------- | -------------------------------------------------- | -------- |
| 1 |            | Стародавнє землеробське поселення Кука | Західний Гайлендс | бл. 5-те тисячоліття до н. е. | 2008                   | 887 [Архівовано 14 травня 2011 у Wayback Machine.] | iii, iv  |